# یاکوواتس
یاکوواتس (به صربی: Jakovac) یک منطقهٔ مسکونی در صربستان است که در Knjaževac واقع شده‌است. یاکوواتس ۳۴۹ نفر جمعیت دارد.